# Kouign-amman

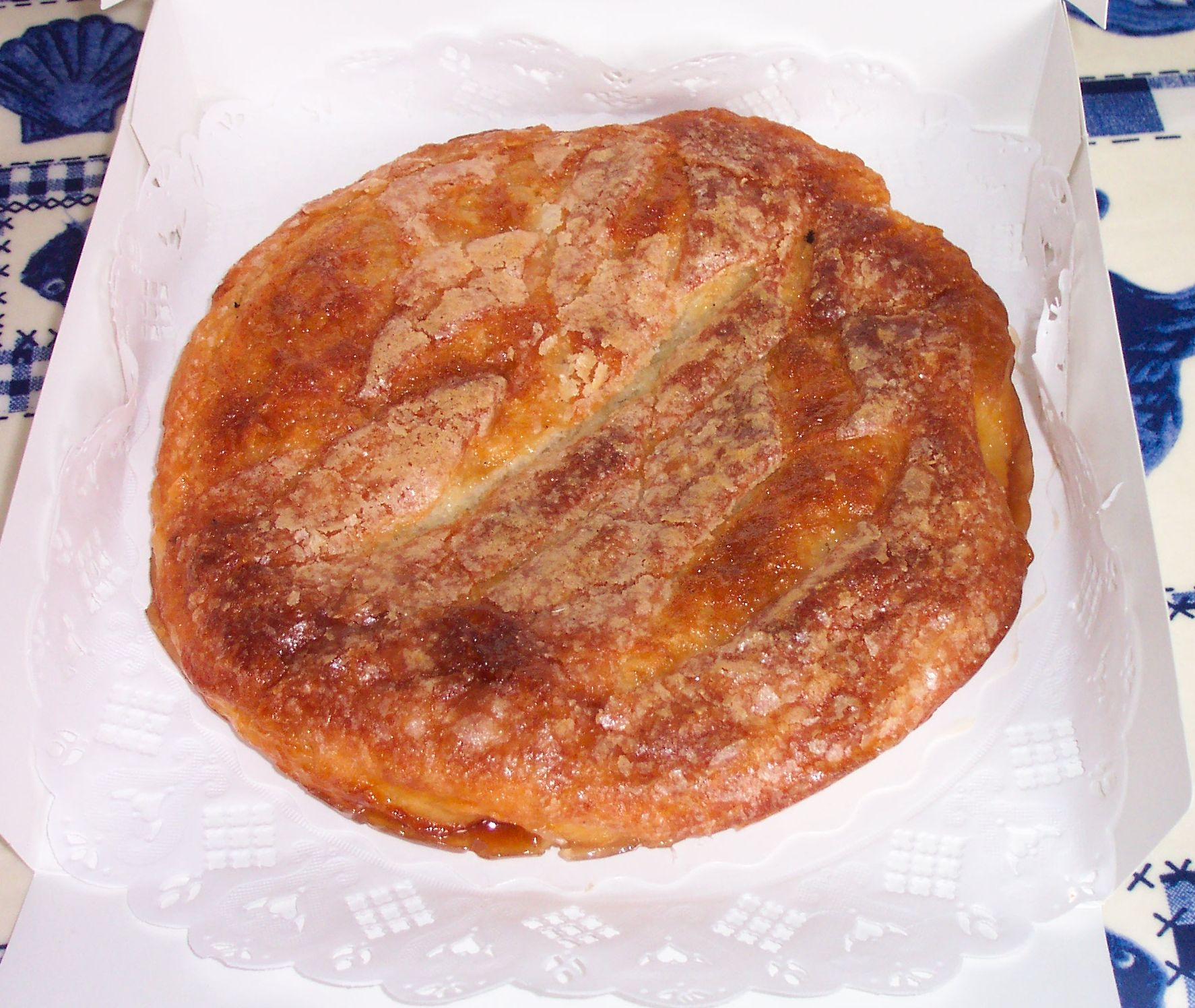

Kouign-amann (uttalas [ˌkwiɲ aˈmãn]) är ett bretonsk bakverk (vetebröd, bulle). Namnet kommer från de bretonska orden för tårta (kouign) och smör (amann).
Det är en rund flerskiktad kaka, ursprungligen gjord med vetebrödsdeg (bestående av vitt mjöl av vete, vatten, salt och jäst), dock numera ibland wienerdeg. Smör och socker viks in i lager i degen och ur degen skärs i tungor som viks inåt i en rund form. Kakan bakas långsamt tills smöret puffar upp degen (vilket resulterar i dess skiktade struktur) och sockret karamelliseras, och sammantaget ger bakverket en konsistens som är mjuk på insidan och krispig på utsidan. Effekten liknar en muffinsformad, karamelliserad croissant. Ofta läggs även bär eller frukt i kakan såsom äpplen, jordgubbar, hallon eller ananas.
Kouign-amann är en specialitet i staden Douarnenez i Finistère, Bretagne, där den uppfanns ursprung omkring 1860 och tillskrivs Yves-René Scordia (1828–1878). Idag finns en förening i Douarnenez, som bildades 1999 och som verkar för att få bakverket från staden, Kouign-amman de Douarnenez, att bli en skyddad ursprungsbeteckning.
Bakverket beskrevs i New York Times som "det fetaste bakverket i hela Europa" och återfinns idag på konditorier och kaféer över hela världen.